# Gara Tălășman, Vaslui
Gara Tălășman este un sat în comuna Vinderei din județul Vaslui, Moldova, România. Se află în partea de sud a județului,  în Dealurile Fălciului. La recensământul din 2002 avea o populație de 186 locuitori.